# Hiroshi Kiyotake
Hiroshi Kiyotake (清武 弘嗣 Kiyotake Hiroshi?, Ōita, Ōita, 12 de noviembre de 1989) es un futbolista japonés que juega como centrocampista en el Oita Trinita de la J2 League.

## Selección nacional
Fue internacional en 43 ocasiones con la selección de Japón, desde su debut el 10 de agosto de 2011 contra selección de fútbol de Corea del Sur que terminarían ganando los nipones por 3 a 0, Alberto Zaccheroni fue el entrenador que lo hizo debutar.

### Participaciones en Copas del Mundo
El 12 de mayo de 2014 fue incluido por el entrenador Alberto Zaccheroni en la lista final de 23 jugadores que representaron a Japón en la Copa Mundial de Fútbol de 2014 en Brasil.
| Mundial                        | Sede   | Resultado      | Partidos | Goles |
| ------------------------------ | ------ | -------------- | -------- | ----- |
| Copa Mundial de Fútbol de 2014 | Brasil | Fase de grupos | 1        | 0     |

### Partidos en la selección japonesa
| Selección    | Partidos | Goles |
| ------------ | -------- | ----- |
| Japón sub-20 | 5        | 1     |
| Japón sub-23 | 11       | 2     |
| Japón        | 43       | 5     |

## Clubes
| Club                | País     | Año       |
| ------------------- | -------- | --------- |
| Oita Trinita        | Japón    | 2008-2009 |
| Cerezo Osaka        | Japón    | 2010-2012 |
| 1. F. C. Núremberg  | Alemania | 2012-2014 |
| Hannover 96         | Alemania | 2014-2016 |
| Sevilla F. C.       | España   | 2016-2017 |
| Cerezo Osaka        | Japón    | 2017-2024 |
| Sagan Tosu (cedido) | Japón    | 2024      |
| Oita Trinita        | Japón    | 2025-     |

## Palmarés

### Títulos nacionales
| Título             | Club         | País  | Año  |
| ------------------ | ------------ | ----- | ---- |
| Copa J. League     | Oita Trinita | Japón | 2008 |
| Copa J. League     | Cerezo Osaka | Japón | 2017 |
| Copa del Emperador | Cerezo Osaka | Japón | 2017 |
| Supercopa de Japón | Cerezo Osaka | Japón | 2018 |